# Bergeborbeck
Bergeborbeck (auf Borbecksch Platt Berge genannt) ist ein nordwestlicher Stadtteil der Stadt Essen und in seinem Stadtbezirk der flächenmäßig mit Abstand größte, jedoch einwohnerschwächste. Begrenzt wird er von den Stadtteilen Vogelheim im Osten, Bochold im Süden, Borbeck, Gerschede und Dellwig im Westen sowie den Bottroper Stadtteilen Ebel und Welheimer Mark im Norden. Bergeborbeck ist hauptsächlich von einer Vielzahl von Industriegebieten geprägt, unterbrochen von einfacher Wohnbebauung.

## Namensherkunft
Der Name Bergeborbeck ist für den Stadtteil erst seit der Trennung von Vogelheim im Juni 1977 amtlich in Verwendung, seine Herkunft ist jedoch älter.
Der Namensteil Berge leitet sich von dem 1291 erstmals erwähnten Rittersitz Haus Berge der Herren op dem Berge ab. Nach diesem Rittergut benannte die Köln-Mindener-Eisenbahn 1846 einen Bahnhof an ihrer Stammstrecke durch das Emschertal als Berge bei Borbeck, später dann Bergeborbeck und heute Essen-Bergeborbeck. Bahnhof und Rittergut befinden sich allerdings nicht im heutigen Bergeborbeck selber, sondern im angrenzenden Bochold.

## Geschichte
Eines der ältesten Zeugnisse auf dem Gebiet des Stadtteils ist das Bodendenkmal des Hauses Horl, einem Rittersitz mit erster Erwähnung im Jahre 1467. Nach mehreren Eignerwechseln, sowie seit 1770 der Zugehörigkeit zum Steeler Waisenhaus, wurde es schließlich 1907 aufgrund der Erweiterung der Krupp-Gussstahlfabriken abgerissen. Bis heute blieb der untertägige Bereich als Bodendenkmal erhalten.
1808 wurde Borbeck zur Bürgermeisterei, wozu auch Vogelheim und damit das Gebiet des heutigen Bergeborbeck gehörten.
1846 erhielt die Gegend einen Bahnanschluss an der zu dieser Zeit errichteten Köln-Mindener Eisenbahn. Diese Bahnstrecke verlief durch das Emschertal, in dem sich der Steinkohlenbergbau mit zugehöriger Industrie rasch entwickelte. Damit begann eine große Zuwanderung von Arbeitskräften, die die Einwohnerzahl in diesem Gebiet rasant ansteigen ließ. Mit dem Bevölkerungswachstum entwickelte sich Bergeborbeck, so dass auch der Bahnhof um 1900 in Bergeborbeck umbenannt wurde.
Innerhalb der Bürgermeisterei Borbeck wurde Bergeborbeck 1915 zur Stadt Essen eingemeindet. 1934 wurde auf dem Gebiet Bergeborbecks der Essener Stadthafen am Rhein-Herne-Kanal in Betrieb genommen.
Während des Zweiten Weltkriegs, im September 1941, wurde im Hafengebiet auf Bergeborbecker Areal das Kriegsgefangenenlager Pionierpark eingerichtet. Hier wurden etwa 500 Männer aus Galizien untergebracht, die nicht selbst an Kriegshandlungen beteiligt waren. Anfang 1942 lebten von diesen Menschen nur noch etwa 150, alle anderen waren verhungert oder starben an schlechter Behandlung. Weitere Zwangsarbeiterlager befanden sich in der Lüschershofstraße, am Sulterkamp und in der Spenlestraße. Die meisten Zwangsarbeiter dienten der Firma Krupp.
1958 wurde im Brauk mit St. Bernhard die erste Kirche im neugegründeten katholischen Bistum Essen geweiht. Im damaligen Wohngebiet galt sie als Hoffnungsträger, doch mit dem Abstandsplan des Landes Nordrhein-Westfalen, der einen räumlichen Abstand zwischen Wohnsiedlungen und Gewerbeflächen vorsah, mussten die Anwohner weichen. Schließlich wurde die Kirche St. Bernhard am 1. März 1999 profaniert und in Folge niedergelegt. Neue Kirche der restlichen Gemeinde wurde St. Michael in Dellwig.

### Wappen

Wappen von Bergeborbeck

Blasonierung: „In Silber (Weiß) über einem grünen Dreiberg, belegt mit einem silbernen (weißen) Wellenbalken, schwebend eine aufrechte rote Pferdepramme mit silbernen (weißen) Kordeln.“
Das Wappen wurde von Kurt Schweder entworfen und hatte nie offiziellen Charakter. Ende der 1980er Jahre schuf der Heraldiker für alle Essener Stadtteile Wappen. Sie sind inzwischen von der Essener Bevölkerung gut angenommen worden.

Bedeutung: Das Wappen ist ein sogenanntes "redendes Wappen"; der Dreiberg steht für "Berge-" und der Wellenbalken für "-beck" (Bach). Er bezieht sich hier auf den Borbecker Mühlenbach. Bergeborbeck entwickelte sich um den Rittersitz "op dem Berge", 1467 erstmals erwähnt, welche die Pferdepramme im Wappen führten. Ihnen gehörte auch Haus Ripshorst. Die Pramme im Wappen stand für die Nutzungsrechte an der Wildbahn Emscherbruch zur Zucht der Emscherbrücher Pferde.

### Wirtschaft
Auf dem Areal, das sich etwa zwischen der Bottroper Straße, dem Sulterkamp, der Hafenstraße und dem Rhein-Herne-Kanal erstreckt, begann sich noch vor Ende des Ersten Weltkriegs ein Zentrum der Schwerindustrie zu entwickeln. Ein infrastruktureller Vorteil war, dass die entstehende Industrie den 1914 in Betrieb genommenen Rhein-Herne-Kanal als Verkehrsweg nutzen konnte. Bereits 1917 errichtete hier die Friedrich Krupp AG ein großes Stahlwerk („Martinwerk 7“). Es folgten ein Walzwerk, die mit 15.000 Tonnen größte Schmiedepresse der Welt, die Hochofenanlage sowie Ergänzungsanlagen wie die elektrische Gasreinigung. Damit verfügte die Firma Krupp über die Möglichkeit, aus Erzen Roheisen und aus Roheisen Stahl zu erzeugen. Mit dem 1929 in Betrieb genommenen Hochofen wurde das Hüttenwerk Borbeck fertiggestellt, das zu den modernsten in Europa zählte und zum Zentrum der Edelstahlerzeugung im Konzern wurde.
Als Nachteil erwies sich, dass die Hochöfen die deutschen sauren und eisenarmen Erze nicht verhütten konnten und deshalb auf eisenreiche ausländische Erze sowie Schrott angewiesen waren. Aus diesem Grund entwickelte der Essener Konzern das so genannte Krupp-Rennverfahren, ein Eisenreduktionsverfahren, das der Verhüttung saurer und eisenarmer Erze diente. Der Regelbetrieb der Rennanlage wurde auf dem Gelände des Hüttenwerks Borbeck im Jahr 1935 aufgenommen.
Nach dem Zweiten Weltkrieg wurde der gesamte Industriekomplex demontiert. Die unzerstörten Anlagen des Hüttenwerks wurden als Reparation in die Sowjetunion und die Schmiedepresse nach Jugoslawien transportiert. Danach blieb das Areal mehr als ein Jahrzehnt industriell ungenutzt. In dieser Zeit entwickelten sich auf dem ehemaligen Werksgelände Biotope.
1959 wurde mit der Rennanlage Rhein-Ruhr die industrielle Nutzung wieder aufgenommen. Nach deren aus wirtschaftlichen Gründen 1963 erfolgten Schließung siedelte sich die LMG-Aluminiumhütte an, die heutige Trimet Aluminium.
Inzwischen ist das als Econova bezeichnete Areal der Name für ein über 152 Hektar großes Industrie- und Gewerbegebiet. Zahlreiche Unternehmen unterschiedlicher Branchen, unter anderem produzierende Gewerbe und Logistikunternehmen, haben sich hier angesiedelt. Das Areal wird durch die nahe A 42, den Essener Stadthafen und einen Gleisanschluss erschlossen. Mehrere Buslinien bedienen das Gebiet. Im Südwesten des Stadtteils schließt sich das Gewerbegebiet Brauk an.

## Charakter

### Bevölkerung
Am 31. März 2025 lebten 4.335 Einwohner in Bergeborbeck.
Strukturdaten der Bevölkerung in Bergeborbeck (Stand: 31. März 2025):
- Bevölkerungsanteil der unter 18-Jährigen: 20,7 % (Essener Durchschnitt: 16,9 %)[9]
- Bevölkerungsanteil der mindestens 65-Jährigen: 15,6 % (Essener Durchschnitt: 21,7 %)[10]
- Ausländeranteil: 24,0 % (Essener Durchschnitt: 20,6 %)[11]

### Verkehr
Wichtigste Verkehrsader ist die Bottroper Straße als Teil der Landesstraße 631, die im weiteren Verlauf eine direkte Anbindung an die A 42 hat.
Im ÖPNV wird Bergeborbeck durch die Straßenbahnen der Linien 101 und 106 sowie durch die Buslinien 166, 170 und 196 der Ruhrbahn und die Linie SB 16 der Busverkehr Rheinland GmbH bedient.
| Linie   | Verlauf | Takt (Mo–Fr)                                                                      | Betreiber                   |
| ------- | --- | --------------------------------------------------------------------------------- | --------------------------- |
| 101 106 | Borbeck Germaniaplatz – Bergeborbeck Leimgartsfeld – Bergeborbeck Bf – Helenenstraße – U Berliner Platz – U Rheinischer Platz – U Rathaus Essen – U Essen Hbf – Rüttenscheider Stern – Holsterhauser Platz – Hobeisenbrücke – Alfred-Krupp-Schule – Essen West – Helenenstraße Die Linie 101 verkehrt Borbeck → Helenenstraße → Hauptbahnhof → Rüttenscheid → Helenenstraße Die Linie 106 verkehrt Helenenstraße → Rüttenscheid → Hauptbahnhof → Helenenstraße → Borbeck | 10 min                                                                            | Ruhrbahn                    |
| SB16    | Essen Hbf → Hollestr. – Rathaus Essen – Berliner Platz – Universität Essen – Essen-Bergeborbeck – Bottrop-Ebel – Bottrop Hbf – Bottrop ZOB Berliner Platz – Stadtwald Herzogstr. – Bottrop-Grafenwald – Kirchhellen Schulze-Delitzsch Str. – Bottrop-Kirchhellen, St. Antonius Hospital | 20 min (Essen–Bottrop ZOB) 60 min (Bottrop ZOB–Kirchhellen)                       | DB Rheinlandbus / Vestische |
| 166     | Essen-Dellwig Bf – Dellwig – Gerscheder Weiden – Bergeborbeck – Gewebepark M1 – Universität Essen – Berliner Platz – Bismarckplatz – Essen Hbf – Rathaus Essen – Frillendorfer Platz – Kray Eickenscheidt – Steele – Überruhr-Hinsel – Überruhr-Holthausen Klapperstr. – Burgaltendorf Burgruine – Hattingen-Niederwenigern | 20 min (Dellwig–Burgaltend.) 20/40 min (Burgaltend.–Niederwenigern)               | Ruhrbahn                    |
| 170     | Borbeck Bf – Borbeck Germaniaplatz – Bergeborbeck – Vogelheim – Altenessen Mitte – Katernberger Markt – Zollverein Nord Bf – Schonnebeck – Zeche Bonifacius – Kray Nord Bf – Kray Mitte – Leithe – Freisenbruch – Steele Ost – Steele | 10 min (HVZ: 5 min) (Borbeck–Kray Mitte) 20 min (HVZ: 10 min) (Kray Mitte–Steele) | Ruhrbahn                    |
| 196     | Bergeborbeck Hornbach – Hafenverwaltung – Vogelheim – Bergeborbeck Bf – Gewebepark M1 – Universität Essen – Berliner Platz – Rathaus Essen – Essen Hbf – Bismarckplatz – Alfred-Krupp-Schule – Frohnhausen, Wickenburgstraße – Betriebshof Schweriner Straße | 20 min                                                                            | Ruhrbahn                    |

Am Bahnhof Essen-Bergeborbeck, der tatsächlich auf Bocholder Gebiet liegt, verkehrte zwischen 1991 und 2019 die S-Bahn-Linie 2. Sie wurde im Dezember 2019 durch die Regionalbahnlinien RB 32 und RB 35 abgelöst.

### Sport
Das größte Stadion Essens war das Georg-Melches-Stadion in Bergeborbeck. Es war das Heimstadion des Fußballvereins Rot-Weiss Essen und stammte aus den 1950er Jahren, in denen der Verein noch in der höchsten deutschen Fußballklasse spielte. Im August 2012 wurden nach dessen Abriss dort das angrenzende neue Stadion Essen eröffnet.
Östlich befindet sich ein Autokino, auf dessen Gelände an Wochenenden der größte private Automarkt Europas stattfindet.
Des Weiteren gibt es die Turn- und Sportvereinigung 1884/1910 Bergeborbeck e. V., ein Zusammenschluss einer Turnerschaft aus dem Jahre 1884 und der Turn- und Sportvereinigung Jahn aus dem Jahre 1910.

## Trivia
Im Oktober 2010 erschien im Medienverlag Heimsheim der von 1920 bis 1936 in Bergeborbeck spielende Geschichtsroman Woanders war’s auch Scheiße des Bergeborbeckers Bernhard Bussmann.